# كوجن
كوجن (بالفرنسية: [kɔɲ]، بالإيطالية: [ˈkɔɲɲe] ؛ إيسيم والسر: كونجي) هي بلدة و كومون (بلدية) في وادي أوستا، شمال إيطاليا، ويبلغ عدد سكانها 1369 نسمة، اعتبارًا من عام 2017.

## جغرافية

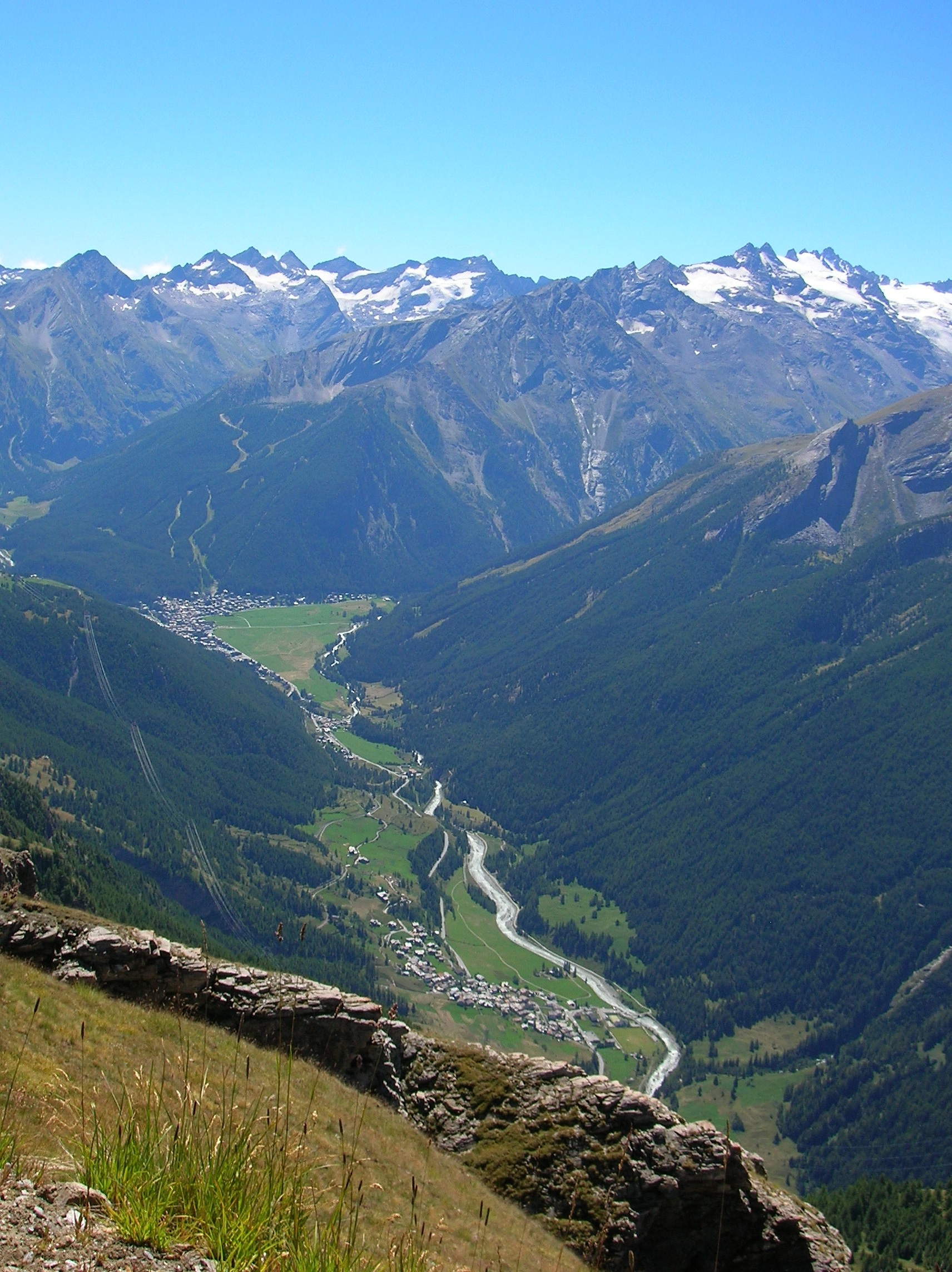
بانوراما وادي كوجن في أغسطس 2015.

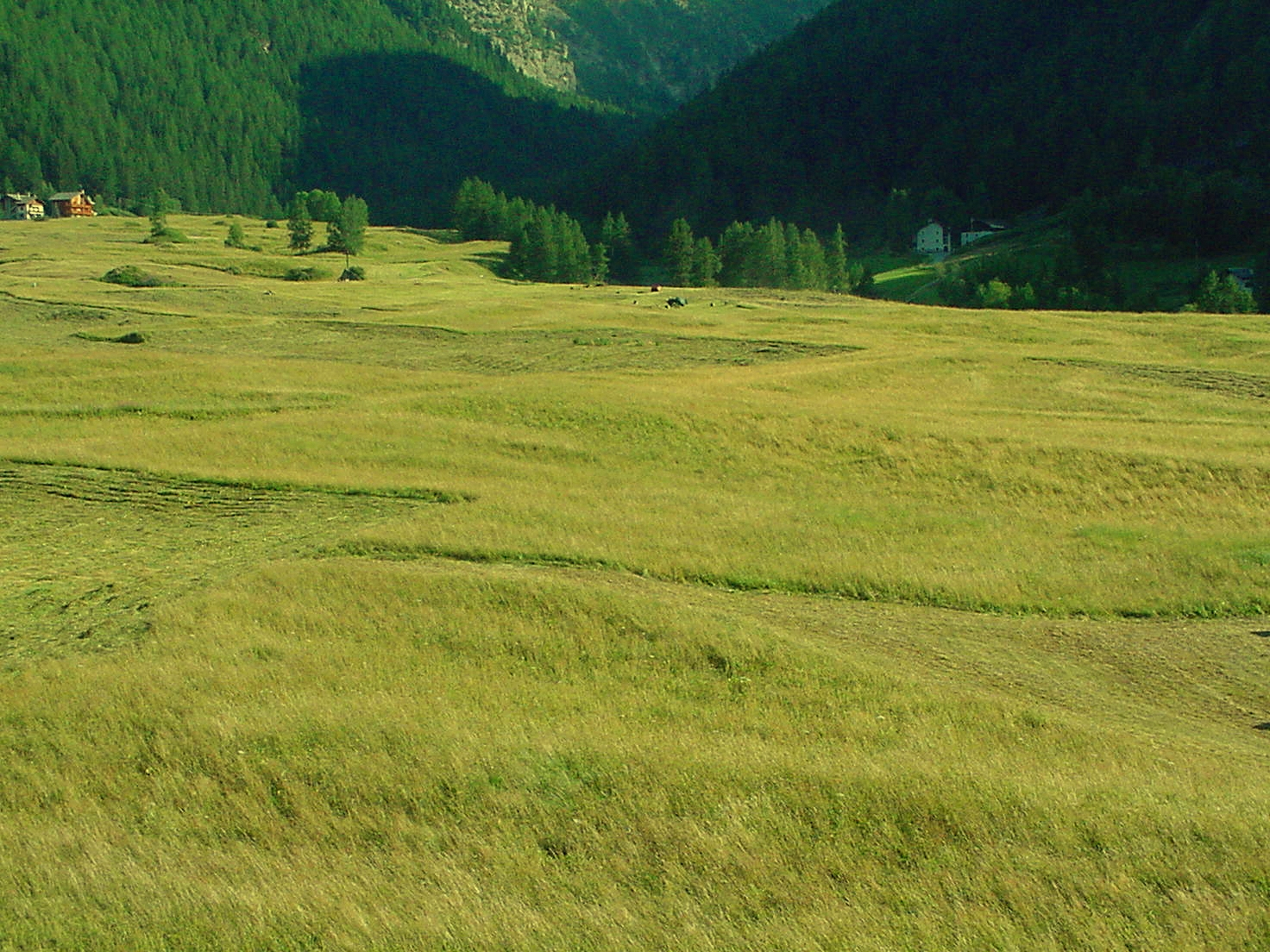
لا يزال St Ursus Meadow يستخدم لجمع التبن للماشية.

و تقع كوجن في الوادي الذي يحمل نفس الأسم بجانب مجرى معروف باسم سيل جراند ايفيا. وهي أكبر بلدية في وادي أوستا . يبلغ طول كوجن 140 كيلومتر (87 ميل) من تورين ، 160 كيلومتر (99 ميل) من جنيف و 26.5 كيلومتر (16.5 ميل) من أوستا .
مركز مدينة كوجن، يسمى «فيولا» (أي «مركز المدينة» باللغة الأربيتية المحلية)، محاط بأربعة وديان:
- جنوبا: وادي فالنونتي ، الذي يؤدي إلى منحدرات غران باراديسو .
- الشمال: وادي جراسون.
- الجنوب الشرقي، و يورتير الوادي و فاليلي.
- شرق وادي جيميلان.

و مرج كبير، يعرف باسم مرج سانت أورسوس ( براتي دي سانت أورسو ؛ بريس دي سانت)، تقع على الحافة الجنوبية لوسط المدينة (كاميرا ويب) ؛ يحظر القانون البلدي أي أعمال بناء في هذا المرج، الذي حظي بالاعتراف باعتباره «عجائب إيطاليا».  

## تاريخ
و ينشأ سكان كوني من وديان أربيتان في منطقة بيدمونت. فيما مضى ، تم توجيه العلاقات الاقتصادية والطرق التجارية لهذه الوديان ، باستخدام المسارات المتعددة و الممرات الجبلية ، مثل ممر رانسيو أو ممر أريتا. يعتبر التأثير الاقتصادي لوادي أوستا أكثر حداثة.
و حتى السبعينيات ، كانت كوجن مركزًا مهمًا للتعدين لاستخراج خام الحديد. تم استغلال الأوردة المعدنية الرئيسية في مناجم كولون ، ليسوني إي لارسيناز. تم نقل الخام (بشكل أساسي أكسيد الحديد الأسود ) للمعالجة إلى مصنع كوجن للصلب في أوستا باستخدام خط سكة حديد ضيق . تم إغلاق المناجم في عام 1979.
و تتضمن الكوارث الطبيعية الأخيرة التي ضربت المنطقة فيضان 1993 وفيضان 15 أكتوبر 2000 ، عندما سقط أكثر من 400 مليمتر (16 بوصة) من الأمطار في يومين ، مما تسبب في احداث فيضانات وانهيارات أرضية.

## رياضة
و كوجن هو مركز دولي للتزلج الريفي على الثلج مع 40 كيلومتر (25 ميل) من الممرات. هناك أيضًا 9 كيلومتر (6 ميل) من الجري على المنحدرات ، والعديد من المشي على الجليد وأكثر من 140 شلالًا جليديًا. خلال فصل الصيف ، خلال فصل الصيف، يحظى المشي لمسافات طويلة وركوب الدراجات في الجبال بشعبية. 

## المعالم السياحية الرئيسية
- من السهل رؤية الوعل والماعز البري والغرير والنسور الملكية. العديد من مسارات المشي والمشي لمسافات طويلة على مستويات مختلفة ، إلى البحيرات والشلالات وغيرها من عوامل الجذب الطبيعية.
- حديقة باراديسيا ألبين النباتية ، حديقة نباتية في جبال الألب
- Pont d'Aël ، جسر روماني قريب يعبر وادي Cogne على بعد أكثر من 60 متر (200 قدم) فوق القاع

## جريمة
كان كوجن مقرًا لجريمة قتل كوجن .